# Centro Pompidou de Málaga
El Centre Pompidou Málaga es una sede del Centro Nacional de Arte y Cultura Georges Pompidou de Francia ubicada en el espacio denominado El Cubo en la ciudad española de Málaga. Se trata de la primera sede del Centre Pompidou París en el exterior. Fue inaugurado el 28 de marzo de 2015 por el Presidente del Gobierno de España, Mariano Rajoy, y la Ministra de Cultura de Francia, Fleur Pellerin.

## Historia

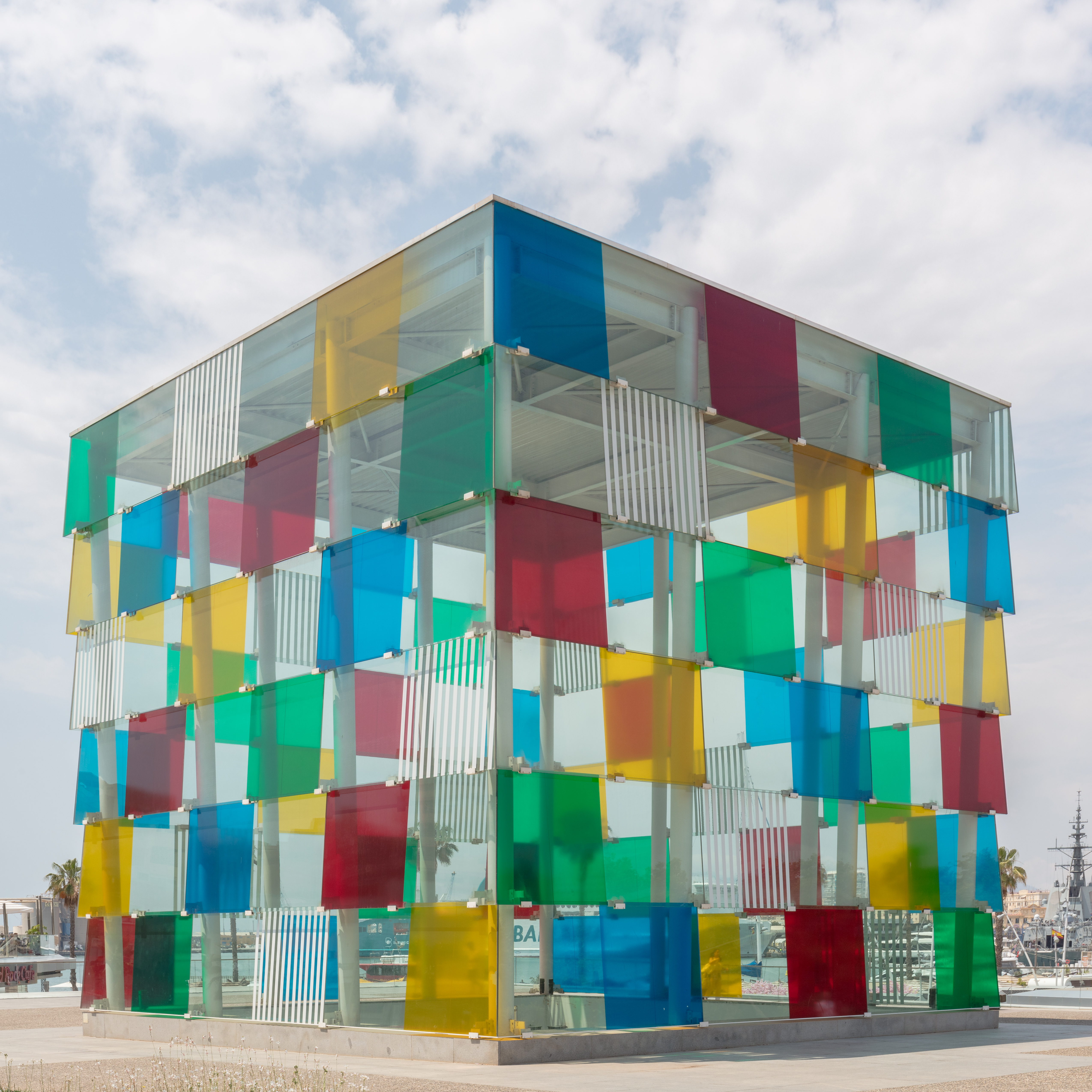
El Cubo con la obra Incubé de Daniel Buren, comprada por el Ayuntamiento de Málaga en 2017

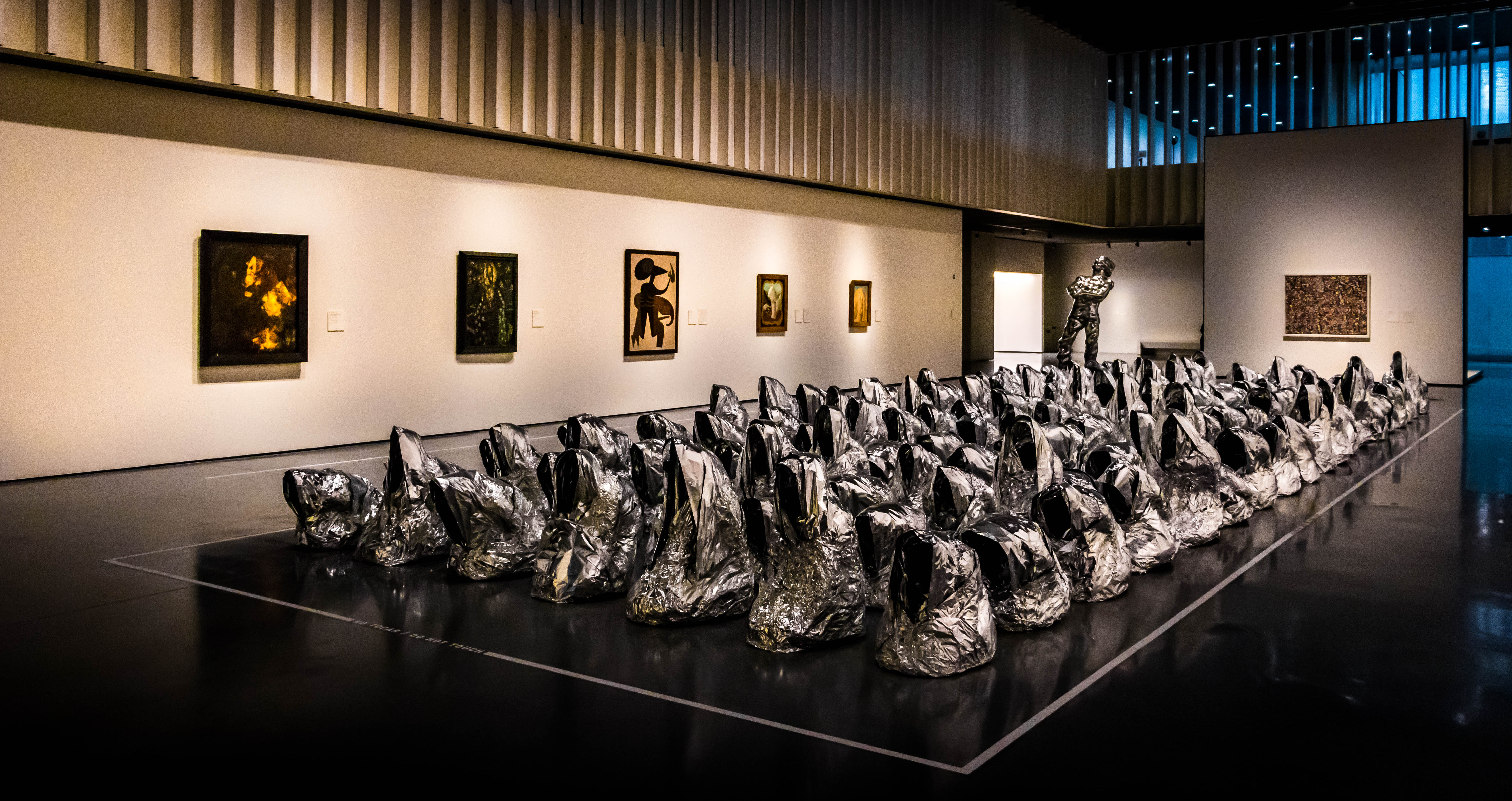
Sala principal del Centro Pompidou Málaga con la obra 'Ghost', de Kader Attia (2015-2017)

En noviembre de 2013, se anunció que Málaga contaría con una sede del Centro Nacional de Arte y Cultura Georges Pompidou.
El protocolo del acuerdo rubricado en 2013 dispuso que el Centro tendría una permanencia de cinco años prorrogables y que las obras de la colección del Beaubourg parisino serían exhibidas en exposiciones semipermanentes de dos años y medio así como en exposiciones temporales de menor duración. En febrero de 2018, ante el éxito de público alcanzado por el Centro (500.000 visitas en tres años), ambas partes renovaron el acuerdo para cinco años más, por lo que en la actualidad se encuentra vigente hasta 2025.

## Edificio
El contenedor del centro es un inmueble denominado El Cubo, un espacio diseñado desde la Gerencia de Urbanismo de la ciudad a través de sus arquitectos Javier Pérez de la Fuente y Juan Antonio Marín Malavé situado en la confluencia de los Paseos de La Farola y de Los Curas, y del Muelle 1 y el Muelle 2 del Puerto de Málaga. Cuenta con un área de aproximadamente 7.600 metros cuadrados de los que en torno a 6.300 metros están ocupados por las zonas expositivas. Cuenta con dos plantas, el nivel 0 (de acceso) y el nivel -1. En el nivel 0 se encuentran las zonas de servicios y acceso libre: tienda, consignas y Espacio Público Joven. Además, en esta planta se encuentra la sala de exposiciones temporales. En el nivel -1 se encuentran los espacios expositivos de la colección semipermanente así como el auditorio. La planta superior, el tejado del edificio, es completamente diáfana y está coronada por una gran claraboya con forma de cubo hecha de acero y cristal, que actúa a modo de lucernario visible y da nombre al conjunto. En este cubo Daniel Buren llevó a cabo la instalación 'Incubé' en 2015, que se ha convertido en el icono del Centre Pompidou Málaga. Esta intervención artística, símbolo de la institución en el paisaje de la ciudad, fue comprada por el ayuntamiento de la capital en 2017.

## Escalera de acceso
El MaF, Málaga de Festival, aúna la programación cultural que sucede alrededor del Festival de Málaga Cine en Español. En su colaboración anual con el MaF, el Centre Pompidou Málaga lleva a cabo una convocatoria pública a través de la que creadores andaluces pueden presentar proyectos artísticos para intervenir la escalera de acceso a la colección semipermanente.
Las intervenciones que se han sucedido en este espacio desde 2016 han sido:
- 'Notre avenir est dans l’air (Nuestro futuro está en el aire)' (2016) de José Medina Galeote[14].
- 'Papá' (2017) de José Luis Puche.[15]
- 'Melodías rítmicas' (2018) de Mimi Ripoll.[16]
- '2º Movimiento' (2019) de Darko.[17]

## Colección semipermanente
El Centre Pompidou Málaga cuenta con exposiciones semipermanentes que tienen una duración de en torno a dos años y medio y que suponen un recorrido temático y cronológico por el arte de los siglos XX y XXI.

### «La colección» (2015-2017)
Entre 2015 y 2017, la exposición semipermanente se denominó «La Colección». Comisariada por Brigitte Leal, esta muestra ofrecía cinco salas temáticas tituladas: «Metamorfosis», «Autorretratos», «El hombre sin rostro», «El cuerpo político» y «El cuerpo en pedazos».
En este catálogo de obras expuestas (cerca de 90 pinturas, esculturas, instalaciones, películas y vídeos), destacaron entre otras:
- 'El marco' (1938) de Frida Kahlo.
- 'El sombrero de flores' (1940) de Pablo Ruiz Picasso.
- 'Autorretrato' (1971) de Francis Bacon.
- 'La violación' (1945) de René Magritte.
- 'Mujeres en un interior' (1922) de Fernand Leger.
- 'El imbécil' (1961) de Max Ernst.
- 'Dos personajes' (1920) de Giorgio de Chirico.
- 'Mujer desnuda de pie' (1954) de Alberto Giacometti.
- 'La musa dormida' (1910) de Constantin Brancusi.
- 'Domingo' (1952-54) de Marc Chagall.
- 'Último autorretrato' (1941-1942) de Julio González.
- 'Mujer' (1969) de Joan Miró.
- 'Piernas' (1975) de Antoni Tápies.
- 'Ghost' (2007) de Kader Attia.
- 'Barbed Hula (2001) de Sigalit Landau.
- 'I see a woman crying (weeping woman)' (2009) de Rineke Dijkstra.

### «Utopías modernas» (2017-2020)

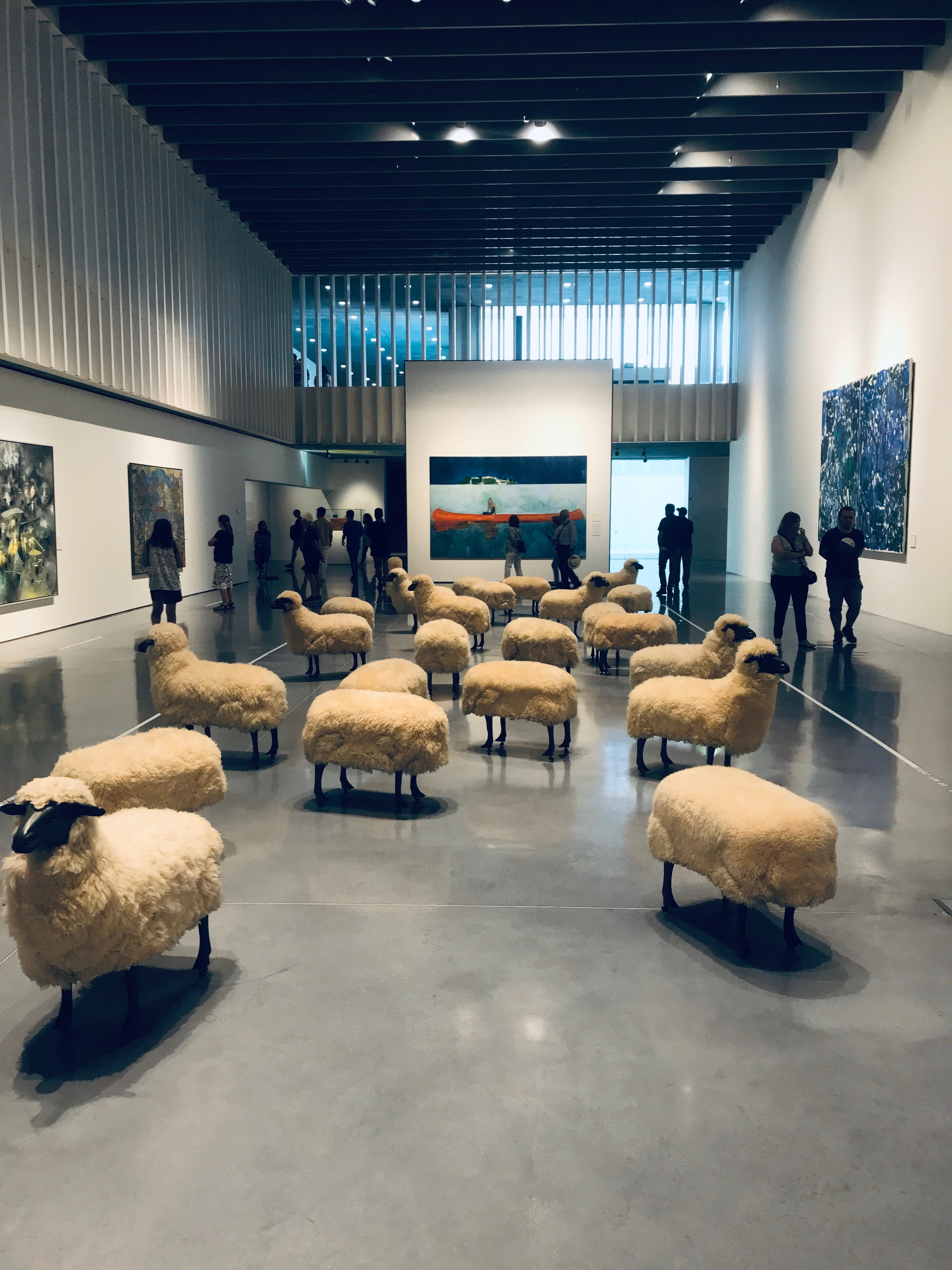
Sala principal de la exposición semipermanente 'Utopías modernas' (2017-2020) en el Centre Pompidou Málaga

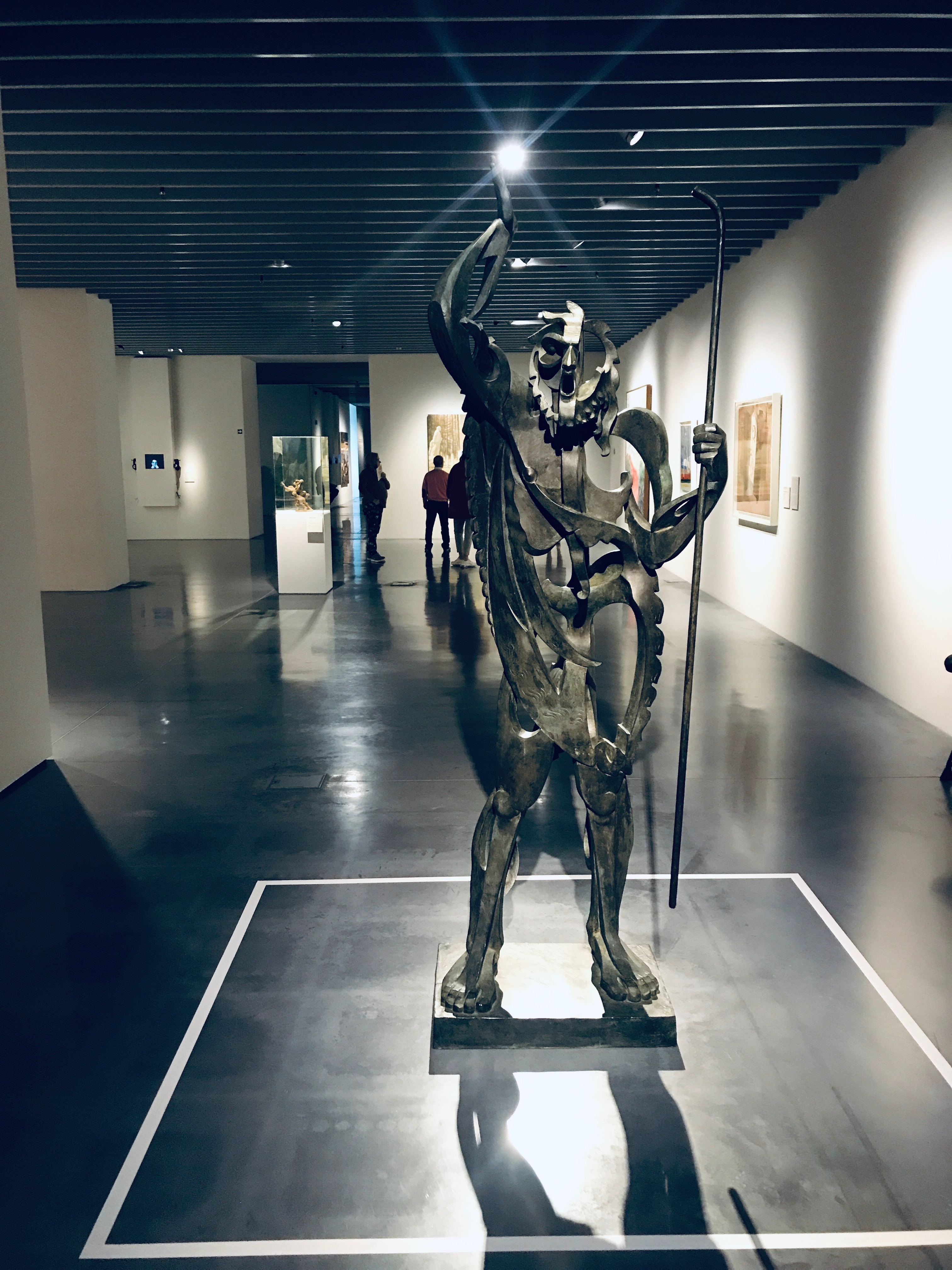
El Profeta (1933-1936) de Pablo Gargallo en la exposición 'Utopías modernas' en el Centre Pompidou Málaga

Entre 2017 y 2020, la colección semipermanente se denomina «Utopías modernas». Con la misma intención de llevar a cabo un viaje por los siglos XX y XXI y también comisariada por Brigitte Leal, esta exposición se articula a través de seis grandes capítulos: «La gran utopía», «El fin de las ilusiones», «Juntos», «La ciudad radiante», «Imaginar el futuro» y «La edad de oro». Según la página web del propio museo "las obras seleccionadas reflejan los acontecimientos históricos que han marcado nuestro tiempo y que han alimentado la imaginación y los ideales de los artistas modernos y contemporáneos".
Destacan obras como:
- 'Monumento a la Tercera Internacional '(1919-1979) de Vladimir Tatlin.
- 'Ritmo, alegría de vivir' (1930) de Robert Delaunay.
- 'El Profeta o Gran Profeta' (1933-1936) de Pablo Gargallo.
- 'Cabeza de Montserrat gritando' (1942) de Julio González.
- 'Sensación de Peligro (El hombre que corre)' (1930-1931) de Kazimir Malévich.
- 'Desarrollo en marrón' (1933) de Vasili Kandinski.
- 'La primavera' (1956) de Pablo Picasso.
- 'La caída de Ícaro' (1974-1977) de Marc Chagall.
- 'Grupo de 13 (Homenaje a Amnistía Internacional)' (1968) de Eva Aeppli.
- 'Diada' de la serie Multitudes (1978-1979) de Antonio Saura.
- 'La vieja del jardín' (1986) de Frank Stella.
- 'Hace 100 años' (2001) de Peter Doig.
- 'Ayuntamiento y centro cívico' (2008-2012) de Carlos Arroyo.
- 'Árbol rojo' (1928-1930) de Séraphine Louis.
- 'El domingo de Silvye' (1976) de Joan Mitchell.
- 'Personajes y pájaros en la noche' (1974) de Joan Miró.

## Exposiciones temporales
El Centre Pompidou Málaga cuenta con exposiciones temporales que tienen una duración menor que las exposiciones de la colección semipermanente y que se extienden, generalmente, entre los tres y los seis meses. 
- «Corps Simples. A ver cómo te mueves» (marzo - abril de 2015)[23]
- «Joan Miró. Obras sobre papel 1960-1978» (mayo - septiembre de 2015)[24]
- «Son modernas, son fotógrafas» (octubre de 2015 - enero de 2016)[25]
- «Hors pistes. El arte de la revuelta» (febrero de 2016)[26]
- «Cine dadá, cine surrealista» (marzo - junio de 2016)[27]
- «El nuevo realismo» (julio - octubre de 2016)[28]
- «Manifestación Multicisplinar MOVE. Hip's dont´t lie» (octubre - noviembre de 2016)[29]
- «De la ciudad al museo: arquitecturas parisinas 1945-2015» (diciembre de 2016 - marzo de 2017)[30]
- «Hors pistes. Travesías marítimas» (marzo - abril de 2017)[31]
- «Philippe Starck, dibujos secretos» (mayo - octubre de 2017)[32]
- «Daniel Buren» (octubre de 2017 - enero de 2018)[33]
- «Hors pistes. El estadio del arte» (febrero - marzo 2018)[34]
- «Brancusi» (marzo - junio de 2018)[35]
- «Jean Dubuffet. El viajero sin brújula» (julio - octubre 2018)[36]
- «Construir el aire. Arquitectura y diseño hinchable 1960-1975» (noviembre de 2018 - enero de 2019)[37]
- «Matisse. Un país nuevo» (marzo - junio de 2019)[38]
- «Jim Dine en la colección del Centre Pompidou» (julio de 2019 - octubre de 2019)[39]
- «Hors Pistes. La Luna: un espacio imaginario por defender» (octubre - noviembre de 2019)

Actualmente la exposición temporal más visitada de todas las que se han programado en el Centre Pompidou Málaga ha sido «Matisse. Un país nuevo» (marzo - junio de 2019), que contó con alrededor de 60.000 visitantes.

## Exposiciones-taller en el Espacio Público Joven
Además, el Centre Pompidou Málaga cuenta con un espacio dedicado a exposiciones temporales interactivas pensadas para el público familiar denominado Espacio Público Joven. Estas exposiciones-taller suelen estar dedicadas a artistas o bien son creadores actuales quienes las diseñan y están especialmente recomendadas entre los 6 y los 12 años. El acceso a este espacio es siempre de carácter gratuito.
- «Miquel Navarro. Bajo la Luna II» (marzo - octubre de 2015)[41]
- «Erró. Mécacollages» (octubre de 2015 - enero de 2016)[42]
- «Frida y yo» (febrero - junio de 2016)[43]
- «Arman. La aventura de los objetos» (julio de 2016 - febrero de 2017)[44]
- «¡Vaya circo! Exposición-taller de Alexander Calder» (marzo - septiembre de 2017)[45]
- «El Blobterre de Matali Crasset» (octubre de 2017 - junio de 2018)[46][47]
- «¡Materiales retroproyectados!» (julio de 2018 - enero de 2019)[48]
- «¡Con ojo! Miradas sobre el punto de vista» (enero de 2019 - septiembre de 2019)[49]
- «Laterna Mágica» (octubre de 2019 - abril de 2020)